# Kongressens guldmedalj

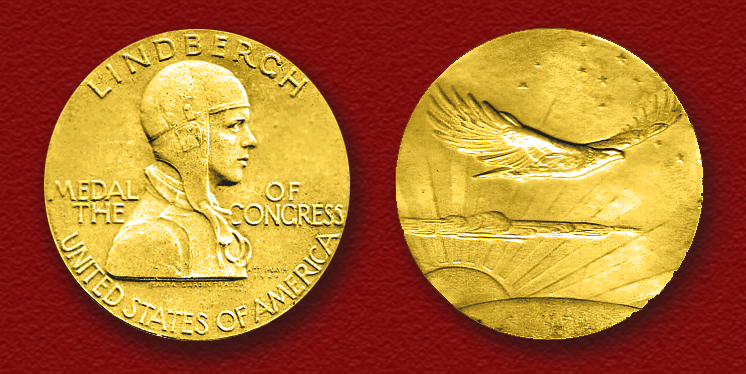
Fram- och baksidan till Kongressens guldmedalj tilldelad Charles Lindbergh från 1930.

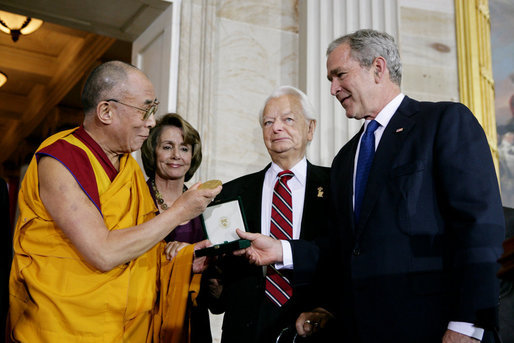
Den fjortonde Dalai laman, Tenzin Gyatso, föräras kongressens guldmedalj 2007.

Kongressens guldmedalj (engelska: Congressional Gold Medal) är en utmärkelse som utdelas av USA:s kongress och är, jämte presidentens frihetsmedalj (Presidential Medal of Freedom), den finaste civila utmärkelse som delas ut i USA.
Guldmedaljen delas ut till personer som gjort en särskilt anmärkningsvärd ansträngning för att främja USA:s säkerhet, välstånd eller nationella intressen. Amerikanskt medborgarskap är inte ett krav för att erhålla utmärkelsen. 

## Bakgrund
Den första guldmedaljen delades ut 1776 till dåvarande generalen George Washington och amiralen John Paul Jones för insatser i amerikanska revolutionskriget. Andra mottagare av priset är flygaren Charles Lindbergh, animatören och filmproducenten Walt Disney, presidentparet Nancy och Ronald Reagan, de navajoindianska kodtalarna under andra världskriget och den burmesiska människorättskämpen Aung San Suu Kyi.

## Mottagare (urval)
- Andrew Jackson (1815)
- Ulysses S. Grant (1863)
- Cornelius Vanderbilt (1864)
- George Peabody (1867)
- Bröderna Wright (1909)
- Thomas Edison (1928)
- Charles Lindbergh (1928)
- Howard Hughes (1939)
- Ernest King (1946)
- George C. Marshall (1946)
- John Pershing (1946)
- Irving Berlin (1954)
- Jonas Salk (1955)
- Hyman Rickover (1958)
- Bob Hope (1962)
- Walt Disney (1968)
- John Wayne (1979)
- Simon Wiesenthal (1980)
- Joe Louis (1982)
- Elie Wiesel (1984)
- Aaron Copland (1986)
- Colin Powell (1991)
- Norman Schwarzkopf (1991)
- Frank Sinatra (1997)
- Moder Teresa (1997)
- Nelson Mandela (1998)
- Johannes Paulus II (2000)
- Charles M. Schulz (2000)
- Hugh Shelton (2002)
- Tony Blair (2003)
- Aung San Suu Kyi (2008)
- Arnold Palmer (2009)
- Raoul Wallenberg (2012)
- Bob Dole (2017)